# Pelatetister pretiosus
Pelatetister pretiosus är en skalbaggsart som beskrevs av August Reichensperger 1939. Pelatetister pretiosus ingår i släktet Pelatetister och familjen stumpbaggar. Inga underarter finns listade i Catalogue of Life.